# Eutelia indisticta
Eutelia indisticta is een vlinder uit de familie van de Euteliidae. De wetenschappelijke naam van de soort is voor het eerst geldig gepubliceerd in 1937 door Gaede.